# Dolichoderus gagates
Dolichoderus gagates é uma espécie de formiga do gênero Dolichoderus.